# Puntate di The Grand Tour

Logo del programma

Questa pagina contiene la lista delle puntate del programma televisivo The Grand Tour trasmesse su Prime Video dal 18 novembre 2016 al 13 settembre 2024. La trasmissione è stata presentata da Jeremy Clarkson, Richard Hammond e James May.

## Panoramica puntate
| Edizione         | Puntate | Pubblicazione |
| ---------------- | ------- | ------------- |
| Prima edizione   | 13      | 2016-2017     |
| Seconda edizione | 11      | 2017-2018     |
| Terza edizione   | 14      | 2019          |
| Quarta edizione  | 4       | 2019-2021     |
| Quinta edizione  | 3       | 2022-2024     |
| Sesta edizione   | 1       | 2024          |

## Puntate

### Prima edizione
| n. | Titolo                          | Titolo italiano                       | Luogo                                   | Auto provate                                                       | Ospiti                                                                            | Data di pubblicazione |
| -- | ------------------------------- | ------------------------------------- | --------------------------------------- | ------------------------------------------------------------------ | --------------------------------------------------------------------------------- | --------------------- |
| 1  | The Holy Trinity                | La Santissima Trinità                 | Lucerne Valley, California, Stati Uniti | McLaren P1, Porsche 918, Ferrari LaFerrari, BMW M2                 | Hothouse Flowers, Jérôme d'Ambrosio, Armie Hammer, Jeremy Renner, Carol Vorderman | 18 novembre 2016      |
| 2  | Operation Desert Stumble        | Operazione Intoppo nel deserto        | Johannesburg, Sudafrica                 | Aston Martin Vulcan, Audi S8 Plus                                  | Johan Ackermann                                                                   | 25 novembre 2016      |
| 3  | Opera, Art and Donuts           | Opera, arte e ciambelle               | Whitby, Inghilterra, Regno Unito        | Rolls-Royce Dawn, Aston Martin DB11, Dodge Challenger SRT Hellcat  | Simon Pegg                                                                        | 2 dicembre 2016       |
| 4  | Enviro-mental                   | Ambientalisti                         | Whitby, Inghilterra, Regno Unito        | Porsche 911 GT3 RS, BMW M4 GTS                                     | Jimmy Carr                                                                        | 9 dicembre 2016       |
| 5  | Moroccan Roll                   | In giro per il Marocco                | Rotterdam, Paesi Bassi                  | Mazda MX-5, Lotus Zenos E10S, Alfa Romeo 4C Spider                 | Golden Earring                                                                    | 16 dicembre 2016      |
| 6  | Happy Finnish Christmas         | Buon Natale finlandese                | Saariselkä, Lapponia, Finlandia         | Ford Mustang GT, Ford Focus RS, Ford GT40, Ferrari P3              | Kimi Räikkönen, Bob Geldof                                                        | 23 dicembre 2016      |
| 7  | The Beach (Buggy) Boys – Part 1 | I Beach (Buggy) Boys - Parte 1        | Speciale in Namibia                     | Dune buggy                                                         | Nessun ospite                                                                     | 30 dicembre 2016      |
| 8  | The Beach (Buggy) Boys – Part 2 | I Beach (Buggy) Boys - Parte 2        | Speciale in Namibia                     | Dune buggy                                                         | Nessun ospite                                                                     | 31 dicembre 2016      |
| 9  | Berks To The Future             | Ri-tonti al Futuro                    | Stoccarda, Germania                     | Honda NSX                                                          | Diego Costa, Thibaut Courtois, Gary Cahill, Eden Hazard, Oscar, Willian, Nena     | 6 gennaio 2017        |
| 10 | Dumb Fight at the O.K Coral     | Sfida degli stupidi all'O.K. Corrall. | Nashville, Tennessee, Stati Uniti       | Alfa Romeo Giulia Quadrifoglio                                     | Brian Johnson                                                                     | 13 gennaio 2017       |
| 11 | Italian Lessons                 | Lezioni di italiano                   | Loch Ness, Scozia, Regno Unito          | Abarth 124 Spider, Maserati Biturbo, Maserati 430, Maserati Spyder | Chris Hoy                                                                         | 20 gennaio 2017       |
| 12 | [censored] to [censored]        | Censura alla censura.                 | Loch Ness, Scozia, Regno Unito          | Lexus GS-F, Bentley Bentayga, Range Rover, Jaguar F-Pace           | Tim Burton                                                                        | 27 gennaio 2017       |
| 13 | Past v Future                   | Passato contro Futuro                 | Dubai, Emirati Arabi Uniti              | Volkswagen Golf GTI, BMW i3, Bugatti Veyron, Porsche 918           | Daniel Ricciardo                                                                  | 3 febbraio 2017       |

### Seconda edizione
| n. | Titolo originale            | Titolo italiano            | Luogo       | Auto provate | Ospiti                                    | Data di pubblicazione |
| -- | --------------------------- | -------------------------- | ----------- | --- | ----------------------------------------- | --------------------- |
| 1  | Past, present or future     | Passato, presente o futuro | Inghilterra | Lamborghini Aventador S, Honda NSX, Rimac Concept One                                                                      | David Hasselhoff, Ricky Wilson            | 8 dicembre 2017       |
| 2  | The Fall Guys               | I ragazzi delle cascate    | Inghilterra | Mercedes AMG GT R, Ford GT                                                                                                 | Kevin Pietersen, Brian Wilson             | 15 dicembre 2017      |
| 3  | Bah humbug-atti             | Il Romb' ugatti            | Inghilterra | Kia Stinger GT, Bugatti Chiron                                                                                             | Hugh Bonneville, Casey Anderson           | 22 dicembre 2017      |
| 4  | Unscripted                  | Fuori copione              | Inghilterra | McLaren 720S, Audi TT RS, Lada Riva, Ariel Nomad                                                                           | Michael Ball, Alfie Boe                   | 29 dicembre 2017      |
| 5  | Up, down and round the farm | Su e giù per la fattoria   | Inghilterra | Ripsaw EV2, Volkswagen Up! GTI                                                                                             | Dominic Cooper, Bill Bailey               | 5 gennaio 2018        |
| 6  | Jaaaaaaaags                 | Jaaaaaaaags                | Inghilterra | Jaguar XJR, Jaguar XK8 convertible, Jaguar Mark X                                                                          | Luke Evans, Kiefer Sutherland             | 12 gennaio 2018       |
| 7  | It's a gas, gas, gas        | A tutto gas                | Inghilterra | Lamborghini Huracán LP640-4 Performante, Audi Quattro, Lancia 037                                                          | Anthony Joshua, Bill Goldberg             | 19 gennaio 2018       |
| 8  | Blasts from the past        | Rombi dal passato          | Inghilterra | Jaguar XKSS, Aston Martin DB4 GT, Honda Civc Type R, Ford GT                                                               | Stewart Copeland, Nick Mason. Abbie Eaton | 26 gennaio 2018       |
| 9  | Breaking, badly             | Miracolo sull'acqua        | Inghilterra | Jaguar XJ220, Bugatti EB 110 Super Sport                                                                                   | Dynamo, Penn & Teller                     | 2 febbraio 2018       |
| 10 | Oh, Canada                  | Oh, Canada                 | Inghilterra | Porsche Macan Turbo Performance Pack, Alfa Romeo Stelvio Quadrifoglio, Range Rover Velar, Ford F-150 Raptor, Tesla Model X | Rory McIlroy, Paris Hilton                | 9 febbraio 2018       |
| 11 | Feed the world              | Sfamiamo il mondo          | Mozambico   | Nissan Hardbody, Mercedes 300, TVS Star                                                                                    | Nessun ospite                             | 16 febbraio 2018      |

### Terza edizione
| n. | Titolo originale                          | Titolo italiano                         | Luogo                | Auto provate | Data di pubblicazione |
| -- | ----------------------------------------- | --------------------------------------- | -------------------- | --- | --------------------- |
| 1  | Motown Funk                               | Motown Funk                             | Inghilterra          | Ford Mustang RTR Spec 3, Chevrolet Camaro Hennessey "The Exorcist", Dodge Challenger SRT Demon, McLaren Senna        | 18 gennaio 2019       |
| 2  | Colombia Special Part 1                   | Speciale Colombia - Parte 1             | Inghilterra          | Jeep Wrangler, Fiat Panda 4x4, Chevrolet Silverado                                                                   | 25 gennaio 2019       |
| 3  | Colombia Special Part 2                   | Speciale Colombia - Parte 2             | Inghilterra          | Jeep Wrangler, Fiat Panda 4x4, Chevrolet Silverado                                                                   | 26 gennaio 2019       |
| 4  | Pick Up, Put Downs                        | Rovescia col pick-up                    | Inghilterra          | Volkswagen Amarok, Ford Ranger, Mercedes-Benz Classe X, Jaguar XE SV Project 8                                       | 1º febbraio 2019      |
| 5  | An Itchy Urus                             | Una Urus pruriginosa                    | Inghilterra          | Alpine A110, Lamborghini Urus, Lotus 25                                                                              | 8 febbraio 2019       |
| 6  | Chinese Food for Thought                  | Cibo cinese per la mente                | Inghilterra          | Hongqi L5, NIO EP9, BMW 750i, Mercedes Classe S, Cadillac STS                                                        | 15 febbraio 2019      |
| 7  | Well Aged Scotch                          | Scotch ben invecchiato                  | Inghilterra          | BMW M5 (F90), Alpina B5, Alfa Romeo GTV6, Lancia Gamma Coupé, Fiat X1/9                                              | 22 febbraio 2019      |
| 8  | International Buffoons’ Vacation          | La vacanza internazionale dei buffoni   | Inghilterra          | Chevrolet Corvette ZR-1, Jeep Grand Cherokee Trackhawk, Cadillac CTS-V, Jake's fabworks JF-5-U, Alumi Craft Class 10 | 1º marzo 2019         |
| 9  | Aston, Astronauts and Angelina's Children | Aston, Astronauti e i figli di Angelina | Inghilterra          | Aston Martin Vantage (2018), Corvette Stingray, Citroën C3 Aircross, De Tomaso Pantera                               | 8 marzo 2019          |
| 10 | The Youth Vote                            | Il voto dei giovani                     | Inghilterra          | Volkswagen Polo GTI, Toyota Yaris GRMN, Ford Fiesta ST, Ferrari Testarossa, Lamborghini Countach                     | 15 marzo 2019         |
| 11 | Sea to Unsalty Sea                        | Dal mare al mare non salato             | Inghilterra          | BMW Serie 8, Aston Martin DBS Superleggera, Bentley Continental GT, Renault 9                                        | 22 marzo 2019         |
| 12 | Legends and Luggage                       | Leggende e bagagli                      | Inghilterra          | Delta Futurista, MAT New Stratos, Porsche 917, Porsche 911 GT2 RS                                                    | 29 marzo 2019         |
| 13 | Survival of the Fattest                   | La sopravvivenza del più grasso         | Speciale in Mongolia | "John" | 5 aprile 2019         |
| 14 | Funeral for a Ford                        | Funerale di una Ford                    | Inghilterra          | Ford Cortina, Lotus Cortina, Ford Sierra RS Cosworth, Ford Mondeo                                                    | 12 aprile 2019        |

### Quarta edizione
| n. | Titolo originale                        | Titolo italiano | Luogo                          | Auto provate | Data di pubblicazione |
| -- | --------------------------------------- | --------------- | ------------------------------ | --- | --------------------- |
| 1  | The Grand Tour presents: Seamen         | Lupi di mare    | Speciale in Cambogia e Vietnam | Non vengono usate auto ma barche fluviali. Hammond: Wellcraft 31 Scarab Thunder con nome "Razzle Dazzle" (nel corso del viaggio ribattezzata "Jizzle Drizzle"); Clarkson: US Navy PBR Mk II replica; May: barca da diporto in legno del 1939.                                           | 13 dicembre 2019      |
| 2  | The Grand Tour presents: A Massive Hunt | Caccia Grossa   | La Riunione, Madagascar        | Bentley Continental GT V8, Ford Focus RS MkIII, Caterham 310R | 18 dicembre 2020      |
| 3  | Lochdown                                | Lochdown        | Edimburgo, Isole Ebridi        | Lincoln Continental Mark V, Cadillac Coupe de Ville, Buick Riviera Boattail, Hillman Avenger, Scottish Aviation Scamp, AC 3000ME, Hillman Imp, Talbot Sunbeam, Chrysler PT Cruiser, Chrysler Voyager, Pontiac Aztek, Ford Shelby Mustang GT500, Chevrolet Camaro Z/28, Dodge Challenger | 30 luglio 2021        |
| 4  | Carnage a Trois                         | Carnage a Trois | Galles e Inghilterra           | Citroën CX Safari, Matra Murena, Renault Avantime, Citroën SM | 17 dicembre 2021      |

### Quinta edizione
| n. | Titolo originale                        | Titolo italiano          | Luogo           | Auto provate | Data di pubblicazione |
| -- | --------------------------------------- | ------------------------ | --------------- | --- | --------------------- |
| 1  | The Grand Tour presents: A Scandi Flick | Una sbandata controllata | Scandinavia     | Mitsubishi Lancer Evolution VIII, Subaru Impreza WRX STI, Audi RS4                                                                | 16 settembre 2022     |
| 2  | Eurocrash                               | Eurocrash                | Europa centrale | Chevrolet SSR, Mitsuoka Le-Seyde, Crosley CC Convertible, Ford Popular Hot Rod, Škoda 1100 OHC, Praga Bohema, Klein Vision AirCar | 16 giugno 2023        |
| 3  | Sand Job                                | Lavoretto di sabbia      | Mauritania      | Maserati GranCabrio, Jaguar F-Type Roadster, Aston Martin DB9 Volante                                                             | 16 febbraio 2024      |

### Sesta edizione
| n. | Titolo originale | Titolo italiano   | Luogo    | Auto provate                                                                 | Data di pubblicazione |
| -- | ---------------- | ----------------- | -------- | ---------------------------------------------------------------------------- | --------------------- |
| 1  | One for the Road | L'ultimo brindisi | Zimbabwe | Lancia Montecarlo, Ford Capri 3000 GXL, Triumph Stag, Rover SD1 (di riserva) | 13 settembre 2024     |